# Плавсклад

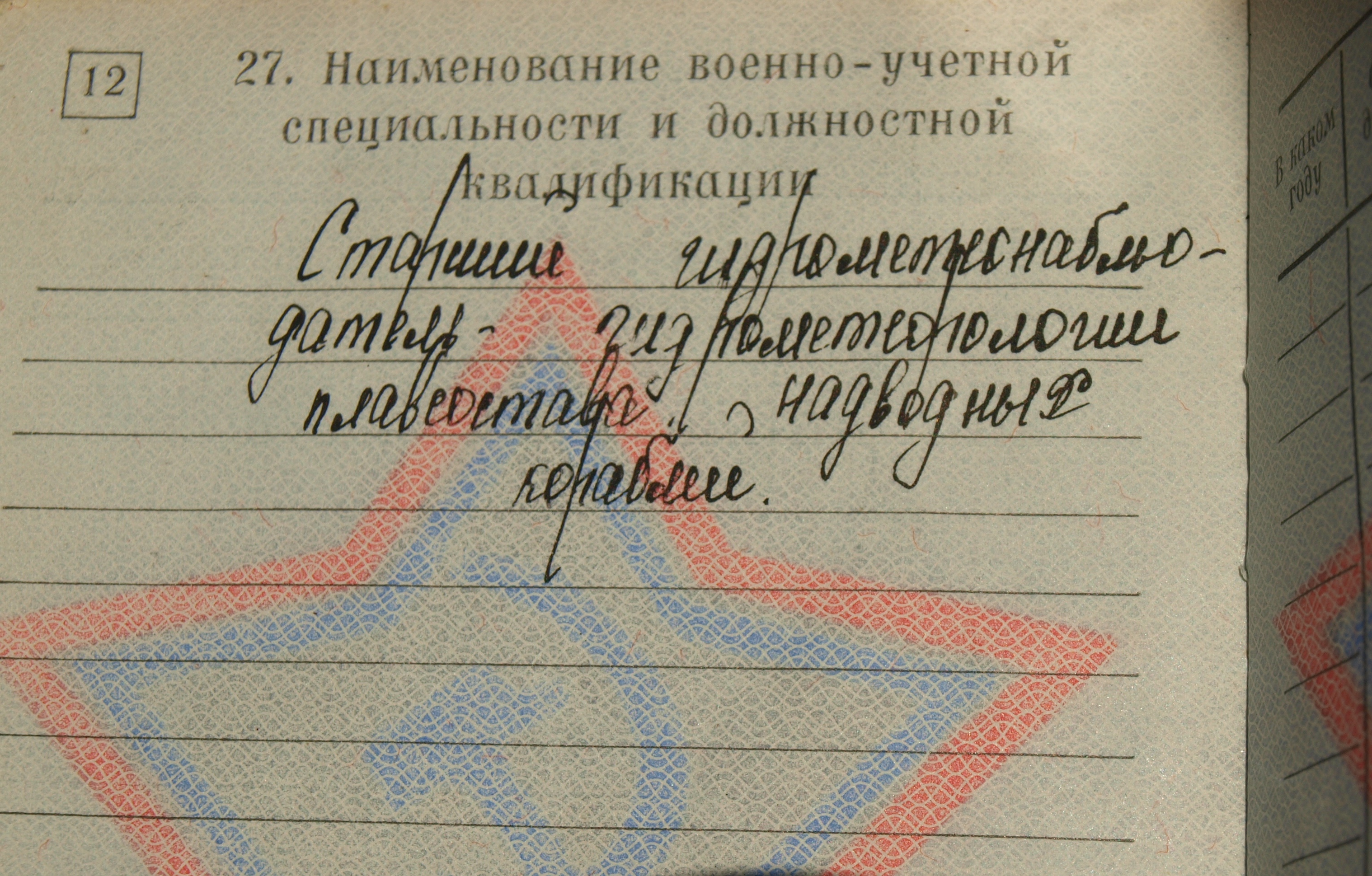
Сторінка військового квитка Збройних сил СРСР
із зазначенням військово-облікової спеціальності та посадової кваліфікації матроса плавскладу надводних кораблів (Чорноморський флот ВМФ СРСР)

Плавсклад (скор. від «плаваючий склад») — працівники цивільного (морського, річкового та рибопромислового) флоту, які беруть безпосередню участь у плаванні; військовослужбовці і цивільний персонал військово-морського флоту, що проходять службу на бойових та спеціального призначення кораблях і суднах забезпечення.

## Основна структура
Плавсклад у посадовому плані поділяється на командний (старший і молодший) та рядовий.
Плавсклад військово-морського флоту функціонально поділяється на плавсклад надводних кораблів і плавсклад підводних човнів.